# Karjala Cup 2018
24. edycja turnieju Karjala Cup była rozgrywana w dniach 8-11 listopada 2018 roku. Brały w niej udział cztery reprezentacje: Czech, Szwecji, Finlandii i Rosji. Każdy zespół rozegrał po trzy spotkania, łącznie odbyło się sześć meczów. Pięć spotkań rozegrano w hali Hartwall Arena w Helsinkach, jeden mecz odbył się w czeskiej Pradze w hali Tipsport Arena. Turniej był pierwszym, zaliczanym do klasyfikacji Euro Hockey Tour w sezonie 2018/2019.

## Wyniki
| 8 listopada 2018 | Rosja | 3:0 | Finlandia | Hartwall Arena, Helsinki |

| Szczegóły      | Szczegóły                                                              | Szczegóły       | Szczegóły  | Szczegóły                                                                                        |
| -------------- | ---------------------------------------------------------------------- | --------------- | ---------- | ------------------------------------------------------------------------------------------------ |
| Godzina: 18:20 | M. Grigorienko (EQ) 04:00 N. Niestierow (PP) 11:15 A. Pedan (EQ) 34:40 | (2:0, 1:0, 0:0) |            | Widzów: 9052 Sędzia główny: Mikael Nord Mikael Holm Sędziowie liniowi: Henri Neva Hannu Sormunen |
| Godzina: 18:20 | 10 min. kar                                                            |                 | 6 min. kar | Widzów: 9052 Sędzia główny: Mikael Nord Mikael Holm Sędziowie liniowi: Henri Neva Hannu Sormunen |

| 8 listopada 2018 | Czechy | 2:3 | Szwecja | Tipsport Arena, Praga |

| Szczegóły      | Szczegóły                                  | Szczegóły       | Szczegóły                                                          | Szczegóły                                                                                        |
| -------------- | ------------------------------------------ | --------------- | ------------------------------------------------------------------ | ------------------------------------------------------------------------------------------------ |
| Godzina: 18:30 | P. Zámorský (EQ) 10:31 J. Kolář (EQ) 34:36 | (1:1, 1:2, 0:0) | 08:30 (EQ) J. Lilja 28:41 (EQ) N. Sörensen 32:44 (EQ) J. Davidsson | Widzów: 9723 Sędzia główny: Roman Gofman Juri Oskirko Sędziowie liniowi: Daniel Hynek Josef Spúr |
| Godzina: 18:30 | 10 min. kar                                |                 | 8 min. kar                                                         | Widzów: 9723 Sędzia główny: Roman Gofman Juri Oskirko Sędziowie liniowi: Daniel Hynek Josef Spúr |

| 10 listopada 2018 | Szwecja | 1:4 | Rosja | Hartwall Arena, Helsinki |

| Szczegóły      | Szczegóły           | Szczegóły       | Szczegóły                                                                                    | Szczegóły                                                                                                |
| -------------- | ------------------- | --------------- | -------------------------------------------------------------------------------------------- | --- |
| Godzina: 13:00 | J. Lilja (PP) 45:18 | (0:0, 0:2, 1:2) | 30:48 (EQ) A. Kuźmienko 38:49 (SH) J. Kietow 50:11 (PP) A. Kuźmienko 58:11 (EQ) A. Łoktionow | Widzów: 3552 Sędzia główny: Mikko Kaukokari Joonas Kova Sędziowie liniowi: Jani Pesonen Lauri Nikulainen |
| Godzina: 13:00 | 12 min. kar         |                 | 12 min. kar                                                                                  | Widzów: 3552 Sędzia główny: Mikko Kaukokari Joonas Kova Sędziowie liniowi: Jani Pesonen Lauri Nikulainen |

| 10 listopada 2018 | Finlandia | 3:0 | Czechy | Hartwall Areena, Helsinki |

| Szczegóły      | Szczegóły                                                                | Szczegóły       | Szczegóły  | Szczegóły                                                                                         |
| -------------- | ------------------------------------------------------------------------ | --------------- | ---------- | ------------------------------------------------------------------------------------------------- |
| Godzina: 17:30 | A. Ruotsalainen (EQ) 12:24 J. Nättinen (EQ) 26:28 S. Manninen (EQ) 32:16 | (2:0, 1:0, 0:0) |            | Widzów: 11350 Sędzia główny: Mikael Nord Mikael Holm Sędziowie liniowi: Niko Jusi Samuli Niskanen |
| Godzina: 17:30 | 6 min. kar                                                               |                 | 6 min. kar | Widzów: 11350 Sędzia główny: Mikael Nord Mikael Holm Sędziowie liniowi: Niko Jusi Samuli Niskanen |

| 11 listopada 2018 | Czechy | 5:2 | Rosja | Hartwall Areena, Helsinki |

| Szczegóły      | Szczegóły                                                                                                  | Szczegóły       | Szczegóły                                       | Szczegóły                                                                                                  |
| -------------- | --- | --------------- | ----------------------------------------------- | --- |
| Godzina: 13:30 | M. Řepík (EQ) 11:28 D. Kubalík (EQ) 21:16 D. Kubalík (EQ) 33:40 R. Pavlík (EQ) 58:59 D. Kubalík (EQ) 59:28 | (1:2, 2:0, 2:0) | 02:45 (PP) K. Kaprizow 16:08 (PP) A. Wasilewski | Widzów: 3020 Sędzia główny: Kristian Vikman Lassi Heikkinen Sędziowie liniowi: Tommi Niittylä Jere Koskela |
| Godzina: 13:30 | 24 min. kar                                                                                                |                 | 4 min. kar                                      | Widzów: 3020 Sędzia główny: Kristian Vikman Lassi Heikkinen Sędziowie liniowi: Tommi Niittylä Jere Koskela |

| 11 listopada 2018 | Finlandia | 3:0 | Szwecja | Hartwall Areena, Helsinki |

| Szczegóły      | Szczegóły                                                            | Szczegóły       | Szczegóły   | Szczegóły |
| -------------- | -------------------------------------------------------------------- | --------------- | ----------- | --- |
| Godzina: 17:30 | V-V. Leskinen (PP) 07:49 T. Eronen (EQ) 21:37 J. Hakanpää (EQ) 56:21 | (1:0, 0:0, 1:0) |             | Widzów: 12089 Sędzia główny: Daniel Pražák Vladimír Pešina Sędziowie liniowi: Markus Hagerstrom Joona Elonen |
| Godzina: 17:30 | 20 min. kar                                                          |                 | 10 min. kar | Widzów: 12089 Sędzia główny: Daniel Pražák Vladimír Pešina Sędziowie liniowi: Markus Hagerstrom Joona Elonen |

## Klasyfikacja
| Poz. | Zespół    | M | Pkt | Z | WpD | PpD | P | G+ | G- | +/- |
| ---- | --------- | - | --- | - | --- | --- | - | -- | -- | --- |
| 1    | Rosja     | 3 | 6   | 2 | 0   | 0   | 1 | 9  | 6  | +3  |
| 2    | Finlandia | 3 | 6   | 2 | 0   | 0   | 1 | 6  | 3  | +3  |
| 3    | Czechy    | 3 | 3   | 1 | 0   | 0   | 2 | 7  | 8  | -1  |
| 4    | Szwecja   | 3 | 3   | 1 | 0   | 0   | 2 | 4  | 9  | -5  |